# Karjamaa

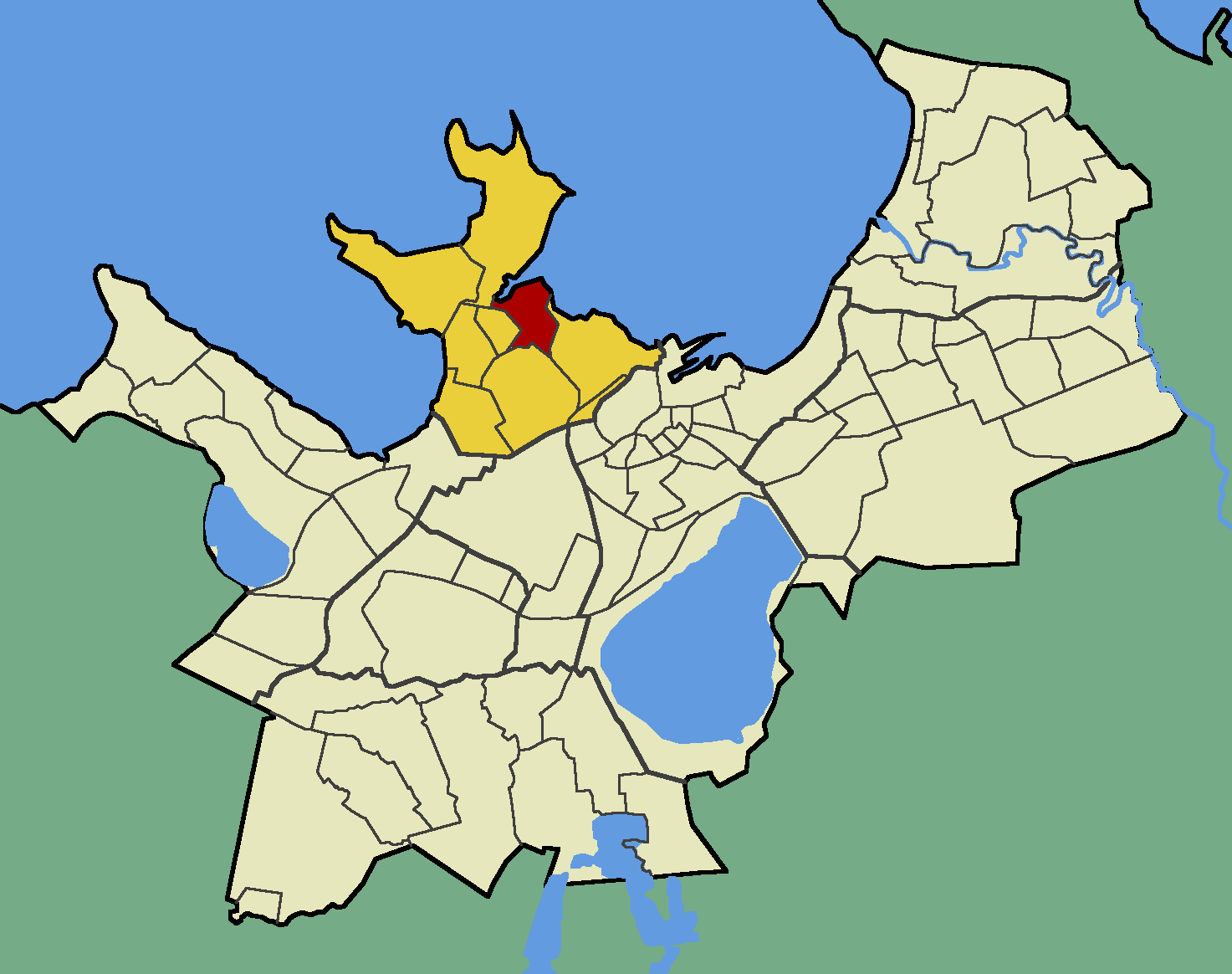
Der Bezirk Karjamaa (rot) im Tallinner Stadtteil Põhja-Tallinn (gelb)

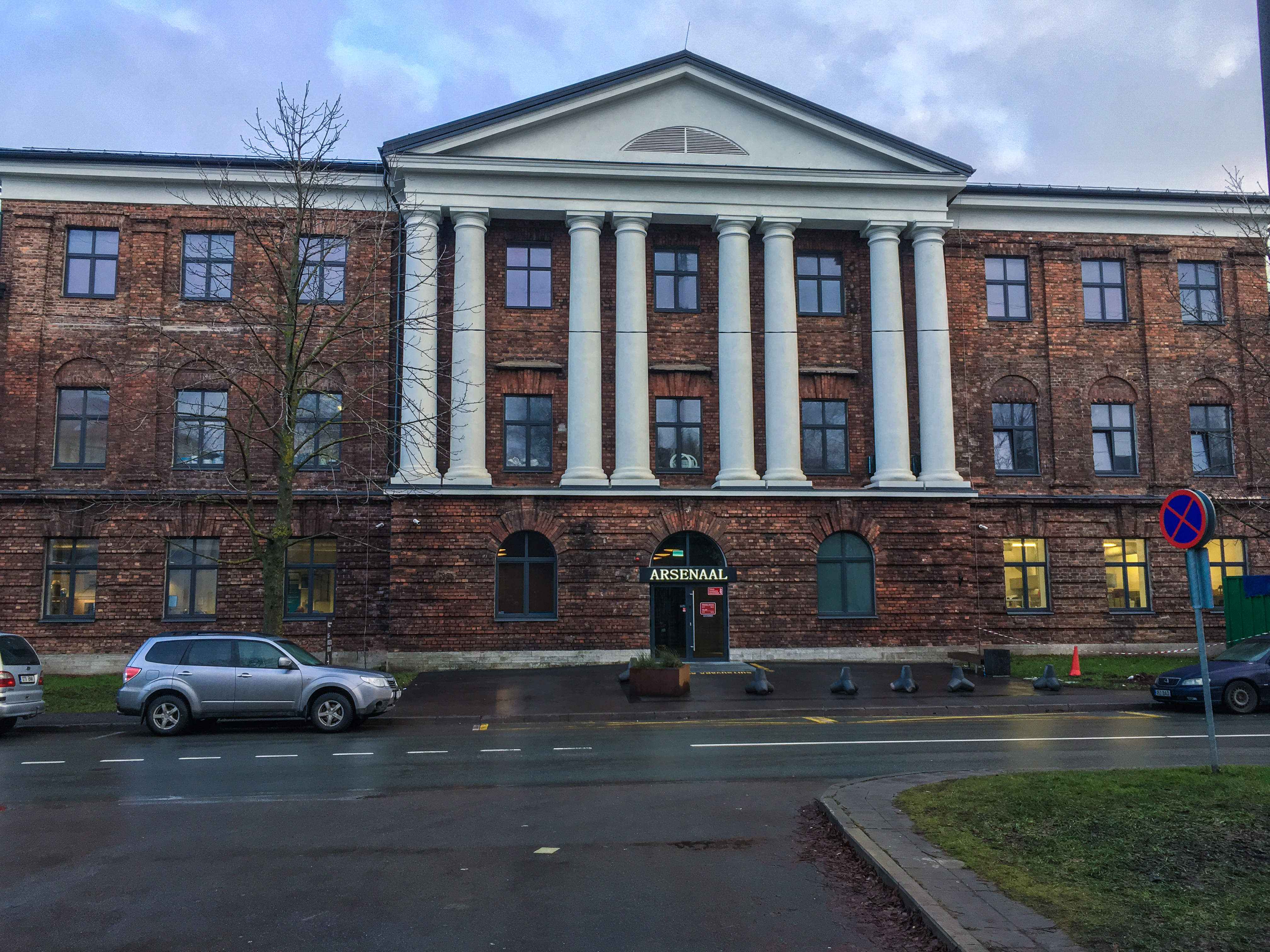
Arsenal-Zentrum

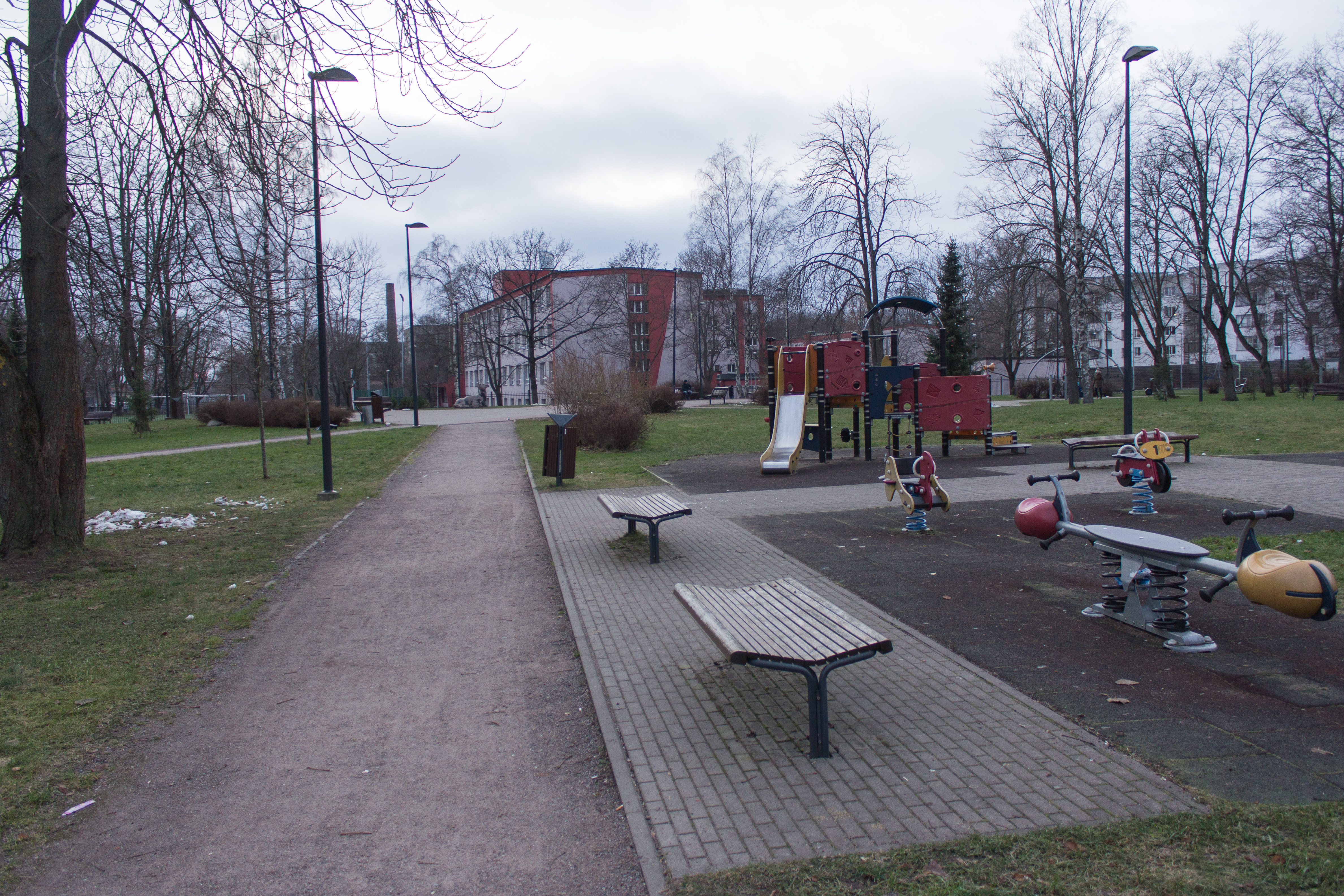
Park von Karjamaa

Karjamaa (zu Deutsch „Weideland“) ist ein Bezirk (estnisch asum) der estnischen Hauptstadt Tallinn. Er liegt im Stadtteil Põhja-Tallinn („Nord-Tallinn“). Im Osten grenzt er an die Tallinner Bucht (Tallinna laht).

## Beschreibung und Geschichte

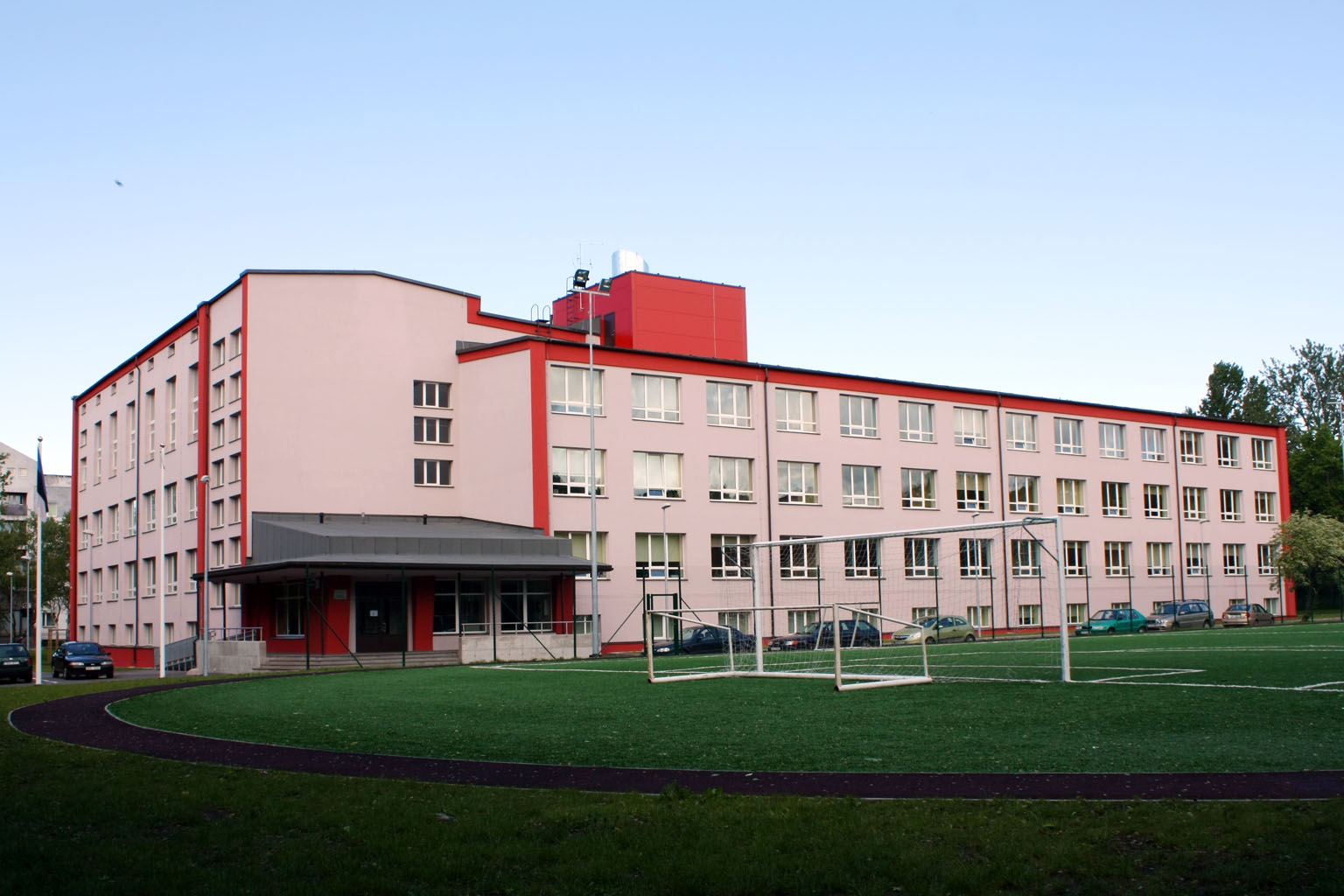
Grundschule in Karjamaa

Der Stadtbezirk hat 5.030 Einwohner (Stand 1. Januar 2019).
Die ältesten Teile des Gebiets wurden erstmals 1374 unter dem Namen Zudenpeyke („Wolfsköpfchen“) erwähnt. Sie dienten über Jahrhunderte der Tallinner Bevölkerung als Weideland für Rinder.
1728 wurde ein Marinehospital der zaristischen Armee in der Nähe der Ostsee eingeweiht. Erst Ende des 19. Jahrhunderts wurde das Gebiet systematisch bebaut. Die Gründung der großen Tallinner Baumwollfabrik (Balti Puuvillavabrik) zogen den Bau von Arbeiterwohnungen in Karjamaa nach sich.
Kurz vor dem Beginn des Ersten Weltkriegs entstanden in Karjamaa ein Minenhafen der zaristischen Flotte (Miinisadam) und 1923 die Waffenschmiede „Arsenal“, die aus einer 1910 eröffneten mechanischen Fabrik hervorgegangen war.
In der Zwischenkriegszeit entwickelte sich die Industrie weiter. In Hafennähe entstanden Öl- und Benzinlagerstätten sowie eine Bootsfabrik. Im Nordosten Karjamaas nutzen die Tallinner den kleinen Hafen Hundipea (Hundipea sadam).
1926 nahm der estnische Rundfunk eine Sendestation in Karjamaa in Betrieb. 1934 wurde ein Gebetshaus der methodistischen Gemeinde eingeweiht. Es wurde 1950 von den sowjetischen Besatzungsbehörden enteignet und als Radiostation der Roten Armee genutzt. 1991 wurde das Gebäude abgerissen.
In den 1960er Jahren entstanden in Karjamaa die ersten sowjetischen Bauten in Plattenbauweise in Tallinn. Der Bezirk wird heute noch durch die mehrstöckige Wohnhäuser geprägt, die sich teilweise in schlechtem Zustand befinden. In Karjamaa liegt das 1964 eröffnete Karjamaa Gümnaasium, das ursprünglich als russischsprachige Schule gegründet wurde.
2003 wurden die zaristischen Kasernengebäude aus rotem Ziegelstein zu modernen Wohnungen umgebaut (Architekt Rein Murula). 2010 wurde der Park von Karjamaa eingeweiht. Ihn ziert die Skulptur einer Kuh, die an die Ursprünge des heutigen Namens des Bezirks erinnert.